# 윤종석
윤종석(尹鍾碩, 1992년 5월 28일 ~ )는 대한민국의 배우이다.

## 학력
- 한국예술종합학교 연기과 (휴학)

## 출연 작품

### 영화
- 《Zero》 (2016년)
- 《알송달송》 (2016년)
- 《누에치던 방》 (2018년) - 법원경찰 역
- 《도어락》 (2018년) - 관리 2 역
- 《박미숙 죽기로 결심하다.》 (2019년, 단편영화)
- 《얼굴들》 (2019년) - 진수 역
- 《보이스》 (2021년) - 지능형사 2 역
- 《사흘》 (2024년) - 미카엘 역

### 드라마
- 《구해줘》 (OCN, 2017년) - 이병석 / 일진 1 역
- 《전지적 짝사랑 시점 특별판》 (웹드라마, 2017년)
- 《매드 독》 (KBS2, 2017년) - 박재수 역
- 《밥 잘 사주는 예쁜 누나》 (JTBC, 2018년) - 김승철 역
- 《손 the guest》 (OCN, 2018년) - 최상현 신부 역
- 《왕이 된 남자》 (tvN, 2019년) - 장무영 역
- 《모두의 거짓말》 (OCN, 2019년) - 전호규 역
- 《본 대로 말하라》 (OCN, 2020년) - 주사강 역
- 《나의 위험한 아내》 (MBN, 2020년) - 조민규 역
- 《지리산》 (tvN, 2021년) - BJ 역 (특별출연)
- 《크라임 퍼즐》 (SKY, 2021년) - 김민재 역
- 《청춘월담》 (tvN, 2023년) - 한성온 역
- 《모래에도 꽃이 핀다》 (ENA, 2023년) - 민현욱 역